# Ministero della giustizia (Iran)
Il Ministero della giustizia (in iraniano: وزارت دادگستری) è il dicastero del governo della Repubblica Islamica dell'Iran preposto nel perseguire i casi del governo. In altre parole, il ministro della giustizia è il procuratore generale del paese. Tuttavia, non ha alcun rapporto con la polizia.

## Storia
La sede del ministero è stata aperta nel 1938 e riflette lo stile architettonico europeo.